# Esporte Clube Pinheiros (pallacanestro)
L'Esporte Club Pinheiros è una società cestistica avente sede a San Paolo, in Brasile. La squadra, fondata nel 1899 all'interno della polisportiva Esporte Clube Pinheiros, gioca nel campionato brasiliano.

## Palmarès
- FIBA Americas League: 1

2013